# Charles Winninger

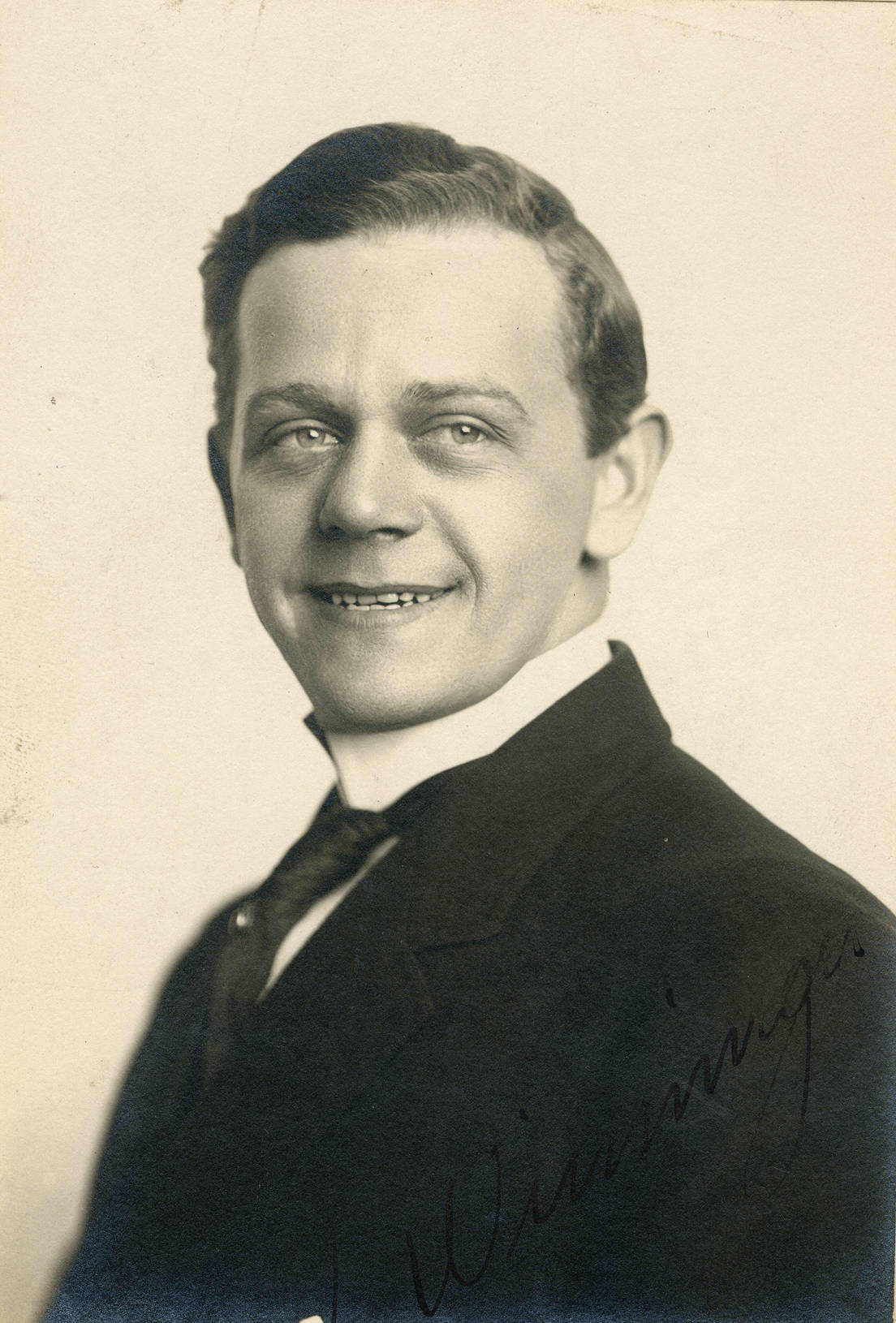
Charles Winniger (1909)

Charles Winninger (* 26. Mai 1884 in Athens, Wisconsin; † 27. Januar 1969 in Palm Springs, Kalifornien) war ein US-amerikanischer Schauspieler, der erfolgreich in Film, Fernsehen, Radio und Theater wirkte. In den Jahren 1915 bis einschließlich 1960 war er in mehr als 70 Film- und Fernsehproduktionen zu sehen.

## Leben und Karriere
Charles Winninger, dessen Familie zum großen Teil aus Unterhaltungskünstlern bestand, begann seine Showkarriere bereits im Kindesalter an der Seite von seinen Eltern. Die Schule hatte er bereits mit acht Jahren verlassen. Die erste Heimat seiner langen Karriere waren verschiedene Vaudeville-Shows, 1910 war er zum ersten Mal am Broadway in der Musikkomödie The Yankee Girl zu sehen. In den 1910er und 1920er Jahren galt Winninger als regelmäßiger Gast am Broadway, er spielte in über ein Dutzend Stücken, meist Musicals oder Komödien. Seinen wohl größten Theatererfolg hatte er im Jahre 1927, als er in der Uraufführung des Musical-Klassikers Show Boat von Jerome David Kern und Oscar Hammerstein die Rolle des liebenswürdigen Mississippi-Dampfschiffskapitäns Cap’n Andy darstellte. Diese Rolle sollte er erneut in der gleichnamigen Verfilmung von James Whale aus dem Jahre 1936 repräsentieren.
Sein Filmdebüt hatte Winninger bereits 1915 absolviert, doch während der Stummfilmzeit blieben seine Auftritte in diesem Medium Mangelware. Erst mit Beginn des Tonfilms Anfang der 1930er Jahre übernahm Winninger regelmäßig Nebenrollen in Hollywood. Zwar war er dort auch vorwiegend in heiteren Filmen zu sehen, gelegentlich konnte er aber auch in ernsteren Filmen wie Night Nurse und Die Sünde der Madelon Claudet spielen. Winninger spezialisierte sich mit seinen weißen Haaren und seiner kleinen, korpulenten Gestalt vor allem auf die Darstellung von etwas schrulligen, aber gutherzigen Vätern, Doktoren, Onkeln oder Showmännern. Neben Carole Lombard und Fredric March spielte er unter anderem einen trotteligen Landarzt aus Vermont in der Screwball-Komödie Denen ist nichts heilig (1937), der Lombard fälschlicherweise eine tödliche Krankheit diagnostiziert. Außerdem verkörperte er Washington Dimsdale, den versoffenen Sheriff einer korrupten Kleinstadt, in der Westernkomödie Der große Bluff (1939) mit Marlene Dietrich und James Stewart. In den 1940er Jahren arbeitete Winninger vor allem für MGM, wo er als Vater von Judy Garland in Little Nellie Kelly und Ziegfeld Girl besetzt wurde. Eine seiner wenigen Hauptrollen hatte er 1953 als exzentrischer Kleinstadtrichter in John Fords Wem die Sonne lacht. Winninger, der in den 1950er Jahren auch einige Parts im aufkommenden Fernsehen hatte, drehte seinen letzten Film im Jahre 1960 und zog sich anschließend ins Privatleben zurück.
Von 1912 bis 1951 war Winninger mit der Schauspielerin Blanche Ring (1871/1877–1961) verheiratet, einer Schwester von Cyril Ring, neben der er auch in mehreren Stücken spielte. 1951 heiratete er die Schauspielerin Gertrude Walker (1902–1995), mit der er bis zu seinem Tod – im Jahre 1969 mit 84 Jahren – verheiratet war. Er besitzt einen Stern auf dem Hollywood Walk of Fame für seine profilierte, aber heute fast vergessene Radioarbeit, in der er unter anderem ab 1932 seine eigene Sendung Showboat Hour hatte.

## Filmografie (Auswahl)
- 1915: Mister Flirt in Wrong
- 1924: Pied Piper Malone
- 1930: Die Drei von der Feuerwache (Soup to Nuts)
- 1931: Night Nurse
- 1931: The Bad Sister
- 1931: Die Sünde der Madelon Claudet (The Sin of Madelon Claudet)
- 1934: Social Register
- 1936: Show Boat
- 1936: Drei süße Mädels (Three Smart Girls)
- 1937: Täglich ausverkauft! (You’re a Sweetheart)
- 1937: Slim
- 1937: Virginia auf Männerfang (Woman Chases Man)
- 1937: Jeder Tag ein Feiertag (Every Day’s a Holiday)
- 1937: Denen ist nichts heilig (Nothing Sacred)
- 1939: Three Smart Girls Grow Up
- 1939: Der große Bluff (Destry Rides Again)
- 1939: Musik ist unsere Welt (Babes in Arms)
- 1940: Wundervolles Weihnachten (Beyond Tomorrow)
- 1941: Mädchen im Rampenlicht (Ziegfeld Girl)
- 1941: Pot o’ Gold
- 1941: Allein unter Gangstern (The Get-Away)
- 1942: Mister Gardenia Jones
- 1942: Friendly Enemies
- 1943: Coney Island
- 1943: Hers to Hold
- 1943: Harte Burschen – steile Zähne (A Lady Takes a Chance)
- 1943: Das zweite Gesicht (Flesh and Fantasy)
- 1944: Der Sonntagsgast (Sunday Dinner for a Soldier)
- 1944: Belle of the Yukon
- 1945: Jahrmarkt der Liebe (State Fair)
- 1947: Liebe auf den zweiten Blick (Living in a Big Way)
- 1948: Give My Regards to Broadway
- 1952: Teufelskerle des Ozeans (Torpedo Alley)
- 1953: Wem die Sonne lacht (The Sun Shines Bright)
- 1954: I Love Lucy (Fernsehserie, eine Folge)
- 1956: The Charles Farrell Show (Fernsehserie, zwölf Folgen)
- 1960: The Miracle of the White Reindeer